# Ethel F. Wilson Memorial Park
Ethel F. Wilson Memorial Park är en park i Kanada.   Den ligger i provinsen British Columbia, i den centrala delen av landet, 3 600 km väster om huvudstaden Ottawa. Ethel F. Wilson Memorial Park ligger 915 meter över havet.
Terrängen runt Ethel F. Wilson Memorial Park är lite kuperad. Trakten runt Ethel F. Wilson Memorial Park är nära nog obefolkad, med mindre än två invånare per kvadratkilometer.. 
I omgivningarna runt Ethel F. Wilson Memorial Park växer i huvudsak barrskog.